# Garret Wesley, I conte di Mornington
Garret Colley Wesley, I conte di Mornington (Dangan Castle, 19 luglio 1735 – Londra, 22 maggio 1781), è stato un politico e compositore irlandese.

## Biografia
Nacque alla tenuta di famiglia di Dangan, nei pressi di Summerhill, un villaggio vicino a Trim, nella Contea di Meath, in Irlanda. Era il figlio di Richard Wesley, I barone di Mornington, e di sua moglie, Elizabeth Sale. Studiò al Trinity College di Dublino.

## Carriera

### Carriera musicale
Nel 1764 venne nominato professore di musica. Fin dalla prima infanzia mostrò un talento straordinario per il violino e ben presto iniziò a comporre le sue opere. Tra i suoi figli, solamente il futuro duca di Wellington, ereditò il suo talento musicale.

### Carriera politica
Rappresentò Trim nella Camera dei Comuni irlandese (1757-1758), quando successe al padre come secondo Barone di Mornington. Nel 1760, in riconoscimento dei suoi successi musicali e filantropici, è stato creato visconte Wellesley. Fu eletto Gran Maestro della Gran Loggia d'Irlanda (1776-1777). Non attento a come spendeva il denaro, alla sua morte lasciò la famiglia in un mare di debiti tanto che questa dovette vendere tutti i loro beni irlandesi.

## Matrimonio
Sposò, il 6 febbraio 1759, Anne Hill-Trevor (23 giugno 1742-10 settembre 1831), figlia di Arthur Hill-Trevor, I visconte di Dungannon e di Anne Stafford. Mary Delaney disse che era un matrimonio felice, nonostante la sua mancanza di senso finanziario e la sua "mancanza di giudizio". Ebbero sei figli:
- Richard Wellesley, I marchese Wellesley (20 giugno 1760 - 26 settembre 1842);
- William Wellesley-Pole, III conte di Mornington (20 maggio 1763-22 febbraio 1845);
- Arthur Wellesley, I duca di Wellington (1º maggio 1769-14 settembre 1852);
- Lord Gerald Valerian (7 dicembre 1770-24 ottobre 1848)
- Henry Wellesley, I barone Cowley (20 gennaio 1773-27 aprile 1847);
- Lady Anne Wellesley (1775-16 dicembre 1844), sposò in prime nozze Henry Fitzroy e in seconde nozze Charles Smith Culling.

## Morte
Morì il 22 maggio 1781 a Londra. Fu sepolto a Grosvenor Chapel, a Londra. Egli è anche un antenato diretto della regina Elisabetta II, attraverso la sua defunta madre, la regina Elizabeth.
La baronia di Wellesley, (titolo del Marchese Wellesley) e la Baronia di Maryborough sono ormai estinte, mentre il Ducato di Wellington e la Baronia di Cowley esistono ancora. La Contea di Mornington è titolo del Duca di Wellington mentre i baroni Cowley sono stati elevati al rango di conti.